# Paso a paso (película)
Patients, conocida en español como Paso a paso, es una película de drama francesa dirigida por Grand Corps Malade. Esta fue protagonizada por Pablo Pauly. La película contó con una taquilla oficial de $8,1 millones.
El guion, escrito por Grand Corps Malade y Fadette Drouard está basado en el libro homónimo escrito por el propio Grand Corps Malade.

## Sinopsis
"Debe comenzar a entender que su vida nunca será como antes". Benjamin, un deportista de 20 años, abre los ojos en el hospital; acaba de ser operado tras zambullirse en una piscina insuficientemente llena. El accidente ha afectado sus cervicales, y Benjamin ha quedado tetrapléjico, confinado a una cama, con posibilidades inciertas de recuperar la sensibilidad y la movilidad. 
Una cruel desgracia sucedida realmente durante su juventud al célebre compositor y poeta de slam Grand Corps Malade, que narra su rehabilitación en un libro que ahora ha llevado a la gran pantalla.

## Reparto
- Pablo Pauly: Ben
- Soufiane Guerrab: Farid
- Moussa Mansaly: Toussaint
- Nailia Harzoune: Samia
- Franck Falise: Steve
- Yannick Renier: François
- Jason Divengele: Lamine
- Rabah Nait Oufella: Eddy
- Dominique Blanc: Dr. Challes
- Alban Ivanov: Jean-Marie
- Anne Benoît: Christiane
- Côme Levin: Eric
- Samir El Bidadi: Samir
- Eric Wagner: Max
- Saïd Yosri: Saïd
- Jibril Bentchakal: Djibril
- Adama Bathily: Adama